# Geschichte Mecklenburg-Vorpommerns

Die Wappen Mecklenburgs, (Vor-)Pommerns und Brandenburgs vereint im heutigen Landeswappen Mecklenburg-Vorpommerns.

Die Geschichte Mecklenburg-Vorpommerns umfasst die geschichtlichen Entwicklungen auf dem Gebiet des deutschen Bundeslandes Mecklenburg-Vorpommern von der Gründung bis zur  Gegenwart. Mecklenburg-Vorpommern entstand nach dem Zweiten Weltkrieg im Zuge der Gebietsveränderungen Deutschlands aus zuvor eigenständigen Einheiten.

## 1945 bis 1952: Als Land der SBZ und DDR

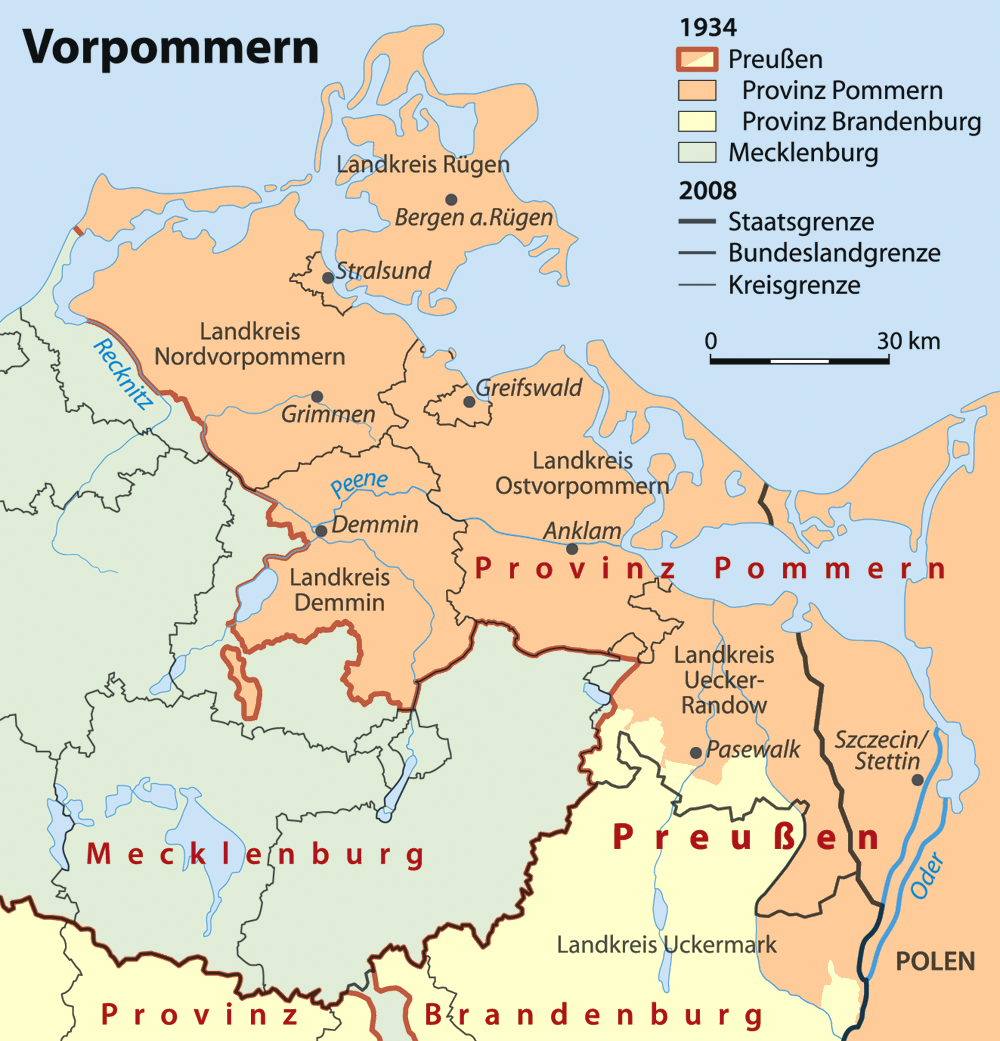
Vorpommern 1934 und 2008. Die genaue Demarkationslinie zu Polen war im Sommer 1945 einige Wochen unklar.

Siegel des Landes Mecklenburg der DDR von 1948–1952

Das heutige Land Mecklenburg-Vorpommern wurde am 9. Juli 1945 nach dem Ende des Zweiten Weltkrieges auf Befehl der Sowjetischen Militäradministration in Deutschland innerhalb der Sowjetischen Besatzungszone gegründet. Es wurde aus dem ehemaligen Land Mecklenburg und dem westlich der Oder-Neiße-Linie, der neuen deutsch-polnischen Grenze, liegenden Teil der preußischen Provinz Pommern sowie dem ehemals hannoverschen Amt Neuhaus gebildet.
Der genaue Verlauf der Demarkationslinie zwischen der Sowjetischen Besatzungszone Deutschlands und den unter polnische Verwaltung gestellten deutschen Gebieten im Stettiner Raum war für einige Wochen noch unklar, so dass die Sowjetunion zunächst davon absah, das westlich der Oder gelegene Stettin den polnischen Behörden zu übergeben. Am 5. Juli 1945 wurde Stettin jedoch – im Widerspruch zu späteren alliierten Vereinbarungen, die einen Grenzverlauf „unmittelbar westlich von Swinemünde und von dort die Oder entlang bis zur Einmündung der westlichen Neiße“ vorsahen, von der sowjetischen Besatzungsmacht an Polen überstellt. Die neue deutsch-polnische Grenze westlich von Stettin wurde im Schweriner Grenzvertrag zwischen der Sowjetunion und Polen etwa auf der Linie Altwarp–Friedrichsthal festgelegt. Die Großstadt Stettin mit ihrem bedeutenden Ostseehafen, der Unterlauf der Oder, die Insel Wollin sowie das östliche Ende Usedoms mit der Kreisstadt Swinemünde wurden damit polnisch. Die Räumung von Wollin und Swinemünde erfolgte ab dem 5. Oktober 1945.
Eine weitere Gebietsbereinigung erfolgte einige Monate später durch Veränderung der Zonengrenze zwischen Großbritannien und der Sowjetunion im sogenannten Barber-Ljaschtschenko-Abkommen vom 13. November 1945. Dabei wurden die Nachbargemeinden Ratzeburgs Ziethen, Mechow, Bäk und Römnitz am 26. November 1945 dem Kreis Herzogtum Lauenburg zugeschlagen. Sie gehörten bis dahin zum mecklenburgischen Kreis Schönberg (bis 1934 Teil von Mecklenburg-Strelitz) und kamen im Austausch gegen die lauenburgischen Gemeinden Dechow, Thurow (heute Ortsteil der Gemeinde Roggendorf) und Lassahn zur britischen Zone.
Die sowjetische Führung initiierte bereits kurz nach Kriegsende eine umfassende Bodenreform, in deren Verlauf auch in Mecklenburg-Vorpommern Großgrundbesitzer, deren Betrieb mehr als 100 ha Fläche umfasste, und Besitzer, die als Kriegsverbrecher, NSDAP-Mitglieder und Gegner des Kommunismus eingestuft wurden, enteignet wurden.
1946 wurde durch die Besatzungsbehörde eine Beratende Versammlung als Vorparlament ins Leben gerufen. Im Rahmen der Landtagswahlen in der SBZ 1946 wurde am 20. Oktober 1946 der erste Landtag Mecklenburg-Vorpommerns gewählt. Während diese Wahl die Möglichkeit bot, zwischen den zur Wahl angetretenen Parteien und Organisationen zu wählen, wurde bereits der zweite Landtag bei den Landtagswahlen in der DDR 1950 nach Einheitslisten bestimmt.

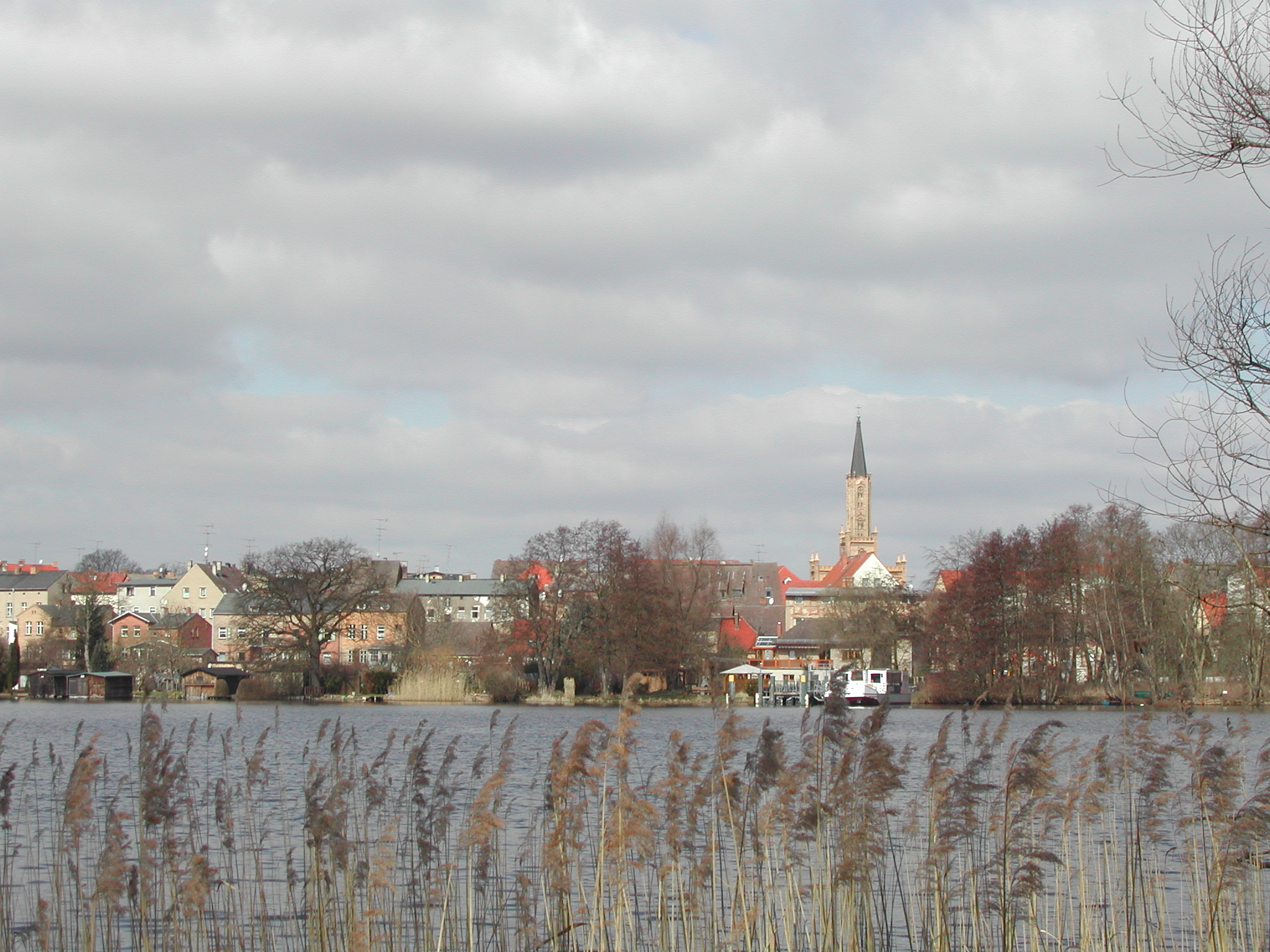
Die Stadt Fürstenberg kam 1950 mit dem Fürstenberger Werder von Mecklenburg an Brandenburg

Ein namentlicher Bezug auf die Gebiete östlich der Oder-Neiße-Grenze wurde in der SBZ bald als rückwärtig und sogar revisionistisch angesehen. Aus diesem Grund beschloss man im öffentlichen Sprachgebrauch den Namen „Pommern“ zu tilgen, weshalb ab 1947 nur noch die Bezeichnung „Land Mecklenburg“ galt, das nun eine Fläche von 22 893 km² aufwies. 1950 wurden Gebietsaustausche mit dem Land Brandenburg durchgeführt, beispielsweise kam der Fürstenberger Werder mit der Stadt Fürstenberg zu Brandenburg.
Am 7. Oktober 1949 setzte die provisorische Volkskammer die Verfassung der DDR in Kraft, womit die Deutsche Demokratische Republik gegründet war, deren Teil das Land Mecklenburg nun war.
Am 25. Juli 1952 wurden im Rahmen der Verwaltungsreform und der Umwandlung jener Republik mit föderalistischen Zügen in einen zentralisierten Einheitsstaat die Länder in Bezirke gegliedert und die bisherigen Landeseinrichtungen aufgelöst. Das Land Mecklenburg hörte damit faktisch auf zu existieren. Die Mitglieder der Länderkammer der DDR wurden 1954 noch einmal von den letztmals länderweise zusammengetretenen Bezirkstagen bestimmt – 1958 wurde auch die Länderkammer als letzter Überrest der Länder in der DDR abgeschafft. Auf dem Gebiet Mecklenburgs entstanden die drei Bezirke Neubrandenburg (der Südosten), Rostock (die Küste) und Schwerin (der Südwesten). Der südöstlichste Zipfel Vorpommerns kam zum Bezirk Frankfurt (Oder) (heutiges Amt Gartz (Oder)), der Bezirk Schwerin erhielt Teile der brandenburgischen Prignitz und große Teile der bisher ebenfalls brandenburgischen Uckermark wurden dem Bezirk Neubrandenburg zugeordnet.

## 1952 bis 1989: Von der Landesauflösung bis zur Wende

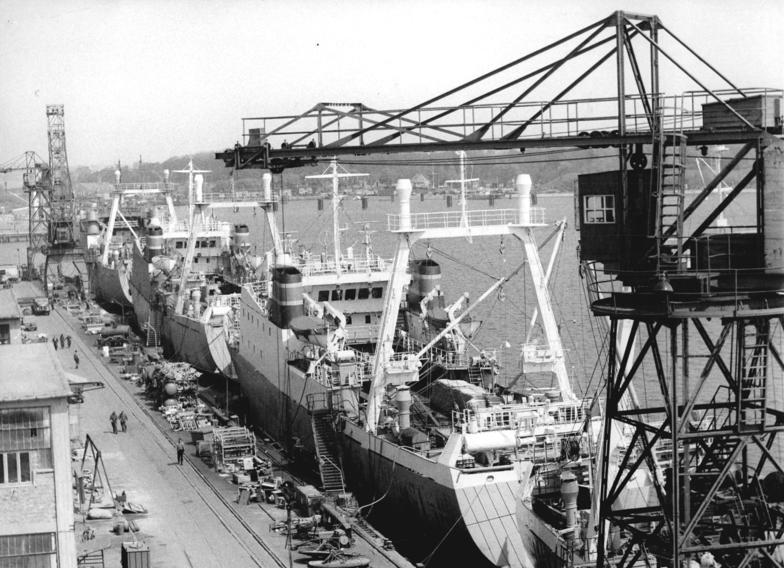
Die Werften der Ostseeküstenstädte wurden schnell zu einem wichtigen wirtschaftlichen Standbein der Region sowie der gesamten DDR. (Volkswerft Stralsund im Jahr 1967)

Zu den einschneidendsten Ereignissen auf dem ehemaligen und zukünftigen Gebiet Mecklenburg-Vorpommerns zählt der Volksaufstand des 17. Juni 1953, welcher eine Reaktion auf die weitgreifende Sowjetisierung der jungen DDR war. Politische Unterdrückung und eine Erhöhung der Produktionsnormen lösten u. a. auf der Rostocker Neptunwerft, der Warnowwerft Warnemünde und der Volkswerft Stralsund Streiks und weitergehende politische Forderungen aus, welche von sowjetischen Truppen und der Volkspolizei gewaltsam niedergeschlagen wurden.
Trotz der Unruhen von 1953 wurde Rostock als größte Küstenstadt der DDR schnell zu ihrer wichtigsten Hafenstadt. Dieser Umstand sowie großangelegte Ausbaumaßnahmen des Rostocker Hafens führten zu einem gewissen wirtschaftlichen und industriellen Aufschwung, weshalb die Stadt und ihr gesamtes Umland einen deutlichen Bevölkerungszuwachs erfuhren. 1959 wurde in Rostock die größte Bezirksdienststelle der Stasi inklusive eines ausgedehnten Inhaftierungskomplexes eingerichtet.
Wie nahezu alle Städte in der DDR waren insbesondere Stralsund, Greifswald und Wismar von einer regen Schaffung neuer Wohnflächen in Form von kostengünstigen Plattenbauten gekennzeichnet. Währenddessen verfielen jedoch deren historische Altstädte aufgrund der anhaltend schlechten Finanzlage des Staates zunehmend. Einen Extremfall dieser Entwicklung stellt Greifswald dar. Zusammen mit Gotha und Bernau wurde sie zu Beginn der 1970er Jahre eine der Modellstädte für den „sozialistischen Umbau“ einer gewachsenen Altstadt. Nahezu die gesamte nördliche Altstadt wurde flächendeckend abgerissen und neu mit angepassten Plattenbauten bebaut. Ähnliche Umgestaltungen folgten in den 1980er Jahren in Rostock, Schwerin und ansatzweise auch in Stralsund. In Schwerin war schon am Ende der 1960er Jahre ein Abriss der gesamten Innenstadt und der Neubau zahlreicher Plattenbauten geplant, was mangels finanzieller Mittel jedoch nicht umgesetzt werden konnte.

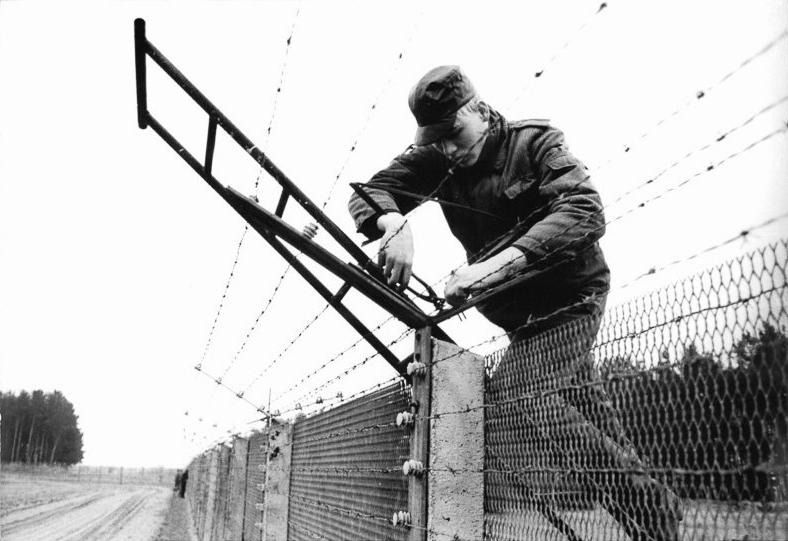
Nach der Wende wurde im Frühjahr 1990 mit der Abtragung der Grenzbefestigungsanlagen zwischen dem Bezirk Schwerin und der Bundesrepublik Deutschland begonnen.

Im Frühherbst 1989 wurden Rostock, Stralsund, Schwerin und auch andere große Städte der Region, obwohl sie nicht zu deren Keimzellen gehörten, schnell zu einem wichtigen Zentrum der Donnerstags- und Montagsdemonstrationen, welche die politische Wende in der DDR einläuteten und den Weg für die spätere deutsche Wiedervereinigung bereiteten.

## Mecklenburg-Vorpommern nach der Deutschen Wiedervereinigung (seit 1990)

### Neugründung und Wiedervereinigung
Nach der demokratischen Volkskammerwahl 1990 wurde am 22. Juli 1990 das Verfassungsgesetz zur Bildung von fünf Ländern aus den bisherigen Bezirken verabschiedet (→ Ländereinführungsgesetz), nach dem mit Wirkung vom 14. Oktober auch Mecklenburg-Vorpommern nach über 38 Jahren neu gegründet werden sollte. Durch den Einigungsvertrag wurde die Ländergründung jedoch auf den 3. Oktober vorgezogen, den Tag der deutschen Wiedervereinigung, an dem die fünf wiedergebildeten Länder der DDR der Bundesrepublik beitraten. Schleswig-Holstein und die Hansestadt Hamburg waren während des Aufbaus der neuen Verwaltungsstrukturen Partnerländer von Mecklenburg-Vorpommern.
Die Hansestadt Rostock bevorzugte erst eine kleinstaatliche Lösung, wie in Bremen, Hamburg und Berlin. Doch die Partnerstadt Bremen riet den Rostockern davon ab, welche dann allerdings als größte Stadt in Mecklenburg-Vorpommern Landeshauptstadt werden wollte.
Der Entscheidung für Schwerin als Landeshauptstadt von Mecklenburg-Vorpommern ging ein Wettbewerb mit der Hansestadt Rostock voraus, bei dem Schwerin das Rennen machte. Kriterien dabei waren die geschichtliche Rolle Schwerins als Sitz der mecklenburgischen Herzöge, des Landtages von 1948 bis 1952 und vorhandene Gebäude, die sich für Ämter, Ministerien und die Regierung nutzen ließen. Außerdem sah man in Rostock auch ohne den Status einer Landeshauptstadt das Potenzial, Wissenschafts- und Wirtschaftszentrum zu werden. Auch Privatpersonen setzten sich für Schwerin als Hauptstadt ein, allein die Blumenfrau Bertha Klingberg sammelte 17.000 Unterschriften dafür.

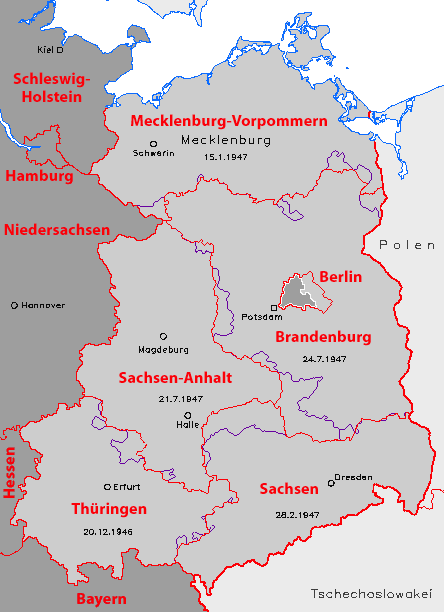
Die temporären Länder der DDR bis 1952 im Vergleich mit den neugegründeten Bundesländern ab 1990

Das neugegründete Bundesland entstand in etwa in jener territorialen Ausdehnung, die Mecklenburg bei der Auflösung 1952 gehabt hatte. Die vormaligen DDR-Bezirke wurden dabei zusammengelegt: Neubrandenburg (ohne die Kreise Templin und Prenzlau), Rostock und Schwerin (ohne den Kreis Perleberg).
Da beispielsweise der ehemals mecklenburgische Fürstenberger Werder mit der Stadt Fürstenberg bereits 1950 in das Land Brandenburg eingegliedert worden und eine Rückkehr nach Mecklenburg politisch nicht durchsetzbar war, blieb dieses Gebiet, wie auch die Gegend um Gartz (Oder) bei Brandenburg. Andere Gemeinden wie Dambeck und Brunow sowie die Ortsteile Pampin und Platschow der Gemeinde Berge wechselten nach einem Bürgerentscheid 1992 wieder vom Land Brandenburg nach Mecklenburg-Vorpommern. Im Gegenzug kamen am 1. August 1992 die Gemeinden des heutigen Amtes Lenzen-Elbtalaue zum brandenburgischen Landkreis Perleberg, der wiederum im Zuge der brandenburgischen Kreisreform am 6. Dezember 1993 im Landkreis Prignitz aufging. Die historisch immer zu Brandenburg gehörende Stadt Strasburg (Uckermark) entschied sich in einer Volksabstimmung für den Verbleib im Land Mecklenburg-Vorpommern. Ebenfalls 1993, am 30. Juni, wurde das Amt Neuhaus an der Elbe an den niedersächsischen Landkreis Lüneburg angegliedert, zu dem es bis 1945 gehört hatte.
Im Rahmen des Nationalparkprogramms der DDR wurden in Mecklenburg-Vorpommern im Herbst 1990 kurz vor der Wiedervereinigung auch drei Nationalparks (Jasmund, Vorpommersche Boddenlandschaft, Müritz) sowie ein Biosphärenreservat und ein Naturpark ausgewiesen. Der damalige bundesdeutsche Umweltminister Klaus Töpfer bezeichnete diese und andere Naturschutzgebiete der DDR als „Tafelsilber der deutschen Vereinigung“ zum 3. Oktober 1990.

### Als deutsches Land

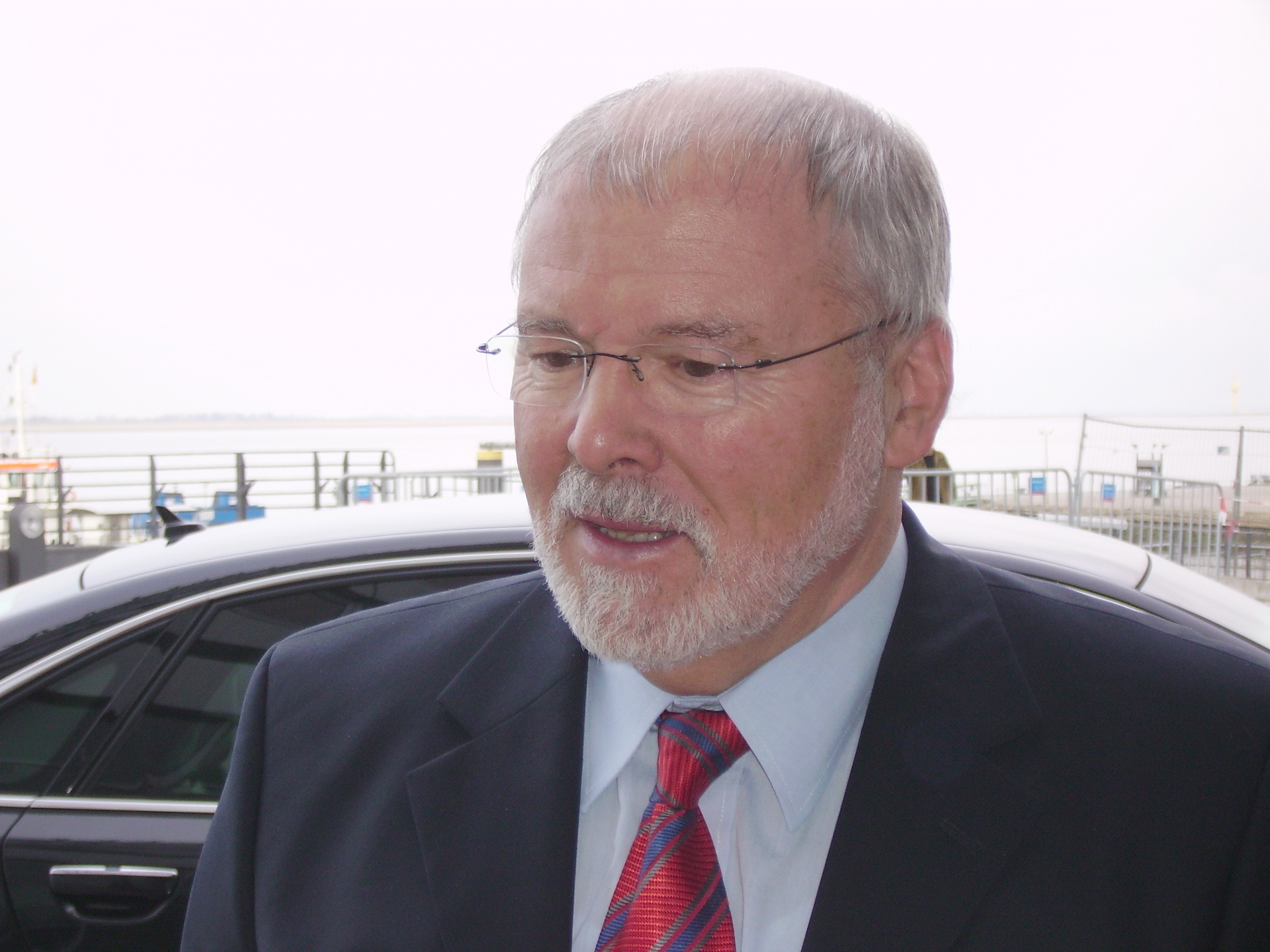
1998 bis 2007 war Harald Ringstorff Ministerpräsident an der Spitze der ersten rot-roten Koalition auf Landesebene in Deutschland.

Die erste Regierung nach der Wiedergründung des Landes war vom 28. Oktober 1990 bis zum 19. März 1992 eine CDU/FDP-Koalition unter Alfred Gomolka. Es folgte bis zum 2. November 1998 Berndt Seite als Ministerpräsident einer CDU/FDP- und dann einer CDU/SPD-Regierung. Am 3. November 1998 kam die bis dahin erste SPD/PDS-Koalition auf Landesebene in Deutschland unter Harald Ringstorff an die Macht. Seit 2006 wird das Land von einer SPD/CDU-Koalition regiert, der Erwin Sellering von 2008 bis 2017, und seitdem Manuela Schwesig, vorsteht.
Von 1990 bis 2021 befand sich auch der Wahlkreis der 2005 bis 2021 regierenden Bundeskanzlerin Angela Merkel im Nordosten Mecklenburg-Vorpommerns; ihr Wahlkreisbüro war in Stralsund. Der ehemalige Rostocker Pastor Joachim Gauck war von 2012 bis 2017 deutscher Bundespräsident und hielt wie die ehemalige Kanzlerin regelmäßig Veranstaltungen im Land ab.

Die am 4. September 2011 vollzogene Kreisgebietsreform orientierte sich lose an historischen Einheiten und sollte eine Reaktion auf den erheblichen demografischen Wandel sein.

Seit der politischen Wende wurden im gesamten Land weite Teile zahlreicher Städte im Rahmen der Städtebauförderung umfassend saniert. Besonders erwähnenswert sind hier die historischen Kerne der Hansestädte Wismar und Stralsund, welche 2001 gemeinsam die Deutsche Stiftung Welterbe gründeten und ein Jahr darauf als „Historische Altstädte Stralsund und Wismar“ in die Liste des UNESCO-Weltkulturerbes aufgenommen wurden. Sowohl dies, als auch die drei kurz vor der Wiedervereinigung ausgewiesenen Nationalparks in Mecklenburg-Vorpommern trugen enorm zum touristischen Profil des Bundeslandes bei. Im Zuge des Aufbaus Ost profitierte Mecklenburg-Vorpommern auch von den sogenannten Verkehrsprojekten Deutsche Einheit (VDE). Erwähnenswert sind hierbei das VDE Nr. 1, bei dem seit 1994 ein Ausbau der Bahnstrecke von Hamburg über Schwerin und Rostock nach Stralsund stattfindet, sowie das VDE Nr. 10, der 2005 abgeschlossene Neubau der Ostseeautobahn A 20 zwischen Lübeck und Stettin.
1995 beteiligten sich mehrere Landkreise und Gemeinden Mecklenburg-Vorpommerns im Rahmen der europäischen Integration an der Gründung der Euroregion Pomerania, um die getrennten Gebiete Hinter- und Vorpommerns einander wieder näher zu bringen. Der Beitritt Polens zum Schengen-Raum Ende 2007 und der zukünftige Beitritt Polens zum Euro-Raum tragen überdies dazu bei, das Trennende zwischen den heutigen Teilen Pommerns zu überwinden.
Im Juni 2007 sah sich Mecklenburg-Vorpommern im Rampenlicht der Weltöffentlichkeit, als im Ostseebad Heiligendamm der 33. G8-Gipfel stattfand. Die Tagung kostete das Land Mecklenburg-Vorpommern 68 Millionen Euro und wurde von massiven Demonstrationen mit bis zu 80.000 Teilnehmern, vor allem im nahegelegenen Rostock, sowie von ebenso groß angelegten Sicherheitsmaßnahmen begleitet. So war der Flughafen Rostock-Laage während des Gipfels für den kommerziellen Flugbetrieb gesperrt und es wurde eine enorme Sperrzone um Heiligendamm errichtet, welche von 16.000 Polizisten und auch durch die deutsche Marine und Luftwaffe überwacht wurde.
Wie andere Bundesländer im Nordosten Deutschlands sieht sich Mecklenburg-Vorpommern seit der Wende nicht nur mit einem tiefgreifenden Strukturwandel, sondern auch mit einem erheblichen Demografiewandel konfrontiert. Abwanderung und Geburtenrückgang führten zu einem stetigen Bevölkerungsschwund. Die Landesregierung reagierte schon 1994 mit einer umfassenden Kreisreform, der im Jahr 2011 eine zweite folgte. In vielen Städten, zum Beispiel Rostock, Stralsund, Greifswald und Wismar, konnte der Trend bereits kurz nach der Jahrtausendwende gestoppt oder gar teilweise umgekehrt werden. Seit 2013 gibt es im Land erstmals seit 1990 wieder mehr Zuzüge als Fortzüge. Trotz des nun wieder positiven Wanderungssaldos wird die Mecklenburg-Vorpommersche Bevölkerung aufgrund des Gestorbenenüberschusses jedoch weiter leicht sinken.